# سلافكو زاغوراك
سلافكو زاغوراك (30 أبريل 1909 - 14 فبراير 1988) هو مدرب كرة قدم ولاعب كرة قدم بوسني في مركز الدفاع. لعب مع سلافيا سراييفو ‏.

## وصلات خارجية
- سلافكو زاغوراك على موقع ناشيونال فوتبول تيمز (الإنجليزية)